# Breathe (2 AM)
«Breathe (2 AM)» es una canción de la cantante y compositora Anna Nalick. El sencillo fue relanzado en 2006 y llegó al # 45 en el Billboard Hot 100 y # 4 en la Adult Contemporary en Estados Unidos, así como #79 en las listas de sencillos de Australia. "Breathe (2 AM)" ha sido certificado Oro por RIAA. La canción fue un lugar destacado en programas como episodio de Grey's Anatomy del episodio "As We Know It" y "Song Beneath the Song" así como otros programas como la serie de WB Charmed, Smallville y la película A Lot Like Love.

## Posicionamiento en listas
| Listas (2005–06)                    | Mejor posición |
| ----------------------------------- | -------------- |
| Estados Unidos (Billboard Hot 100)  | 45             |
| Estados Unidos (Adult Contemporary) | 4              |
| Estados Unidos (Adult Top 40)       | 6              |
| Estados Unidos (Mainstream Top 40)  | 22             |